# Alikvotno petje
Alikvotno petje je tehnika petja, pri kateri se iz alikvotnega spektra glasu posamezni toni tako »prefiltrirajo«, da se slišijo kot posamezni toni. Ko nekdo poje s tako tehniko, deluje kot da bi pelo več ljudi hkrati in ne samo eden. Za razumevanje alikvotnega petja je pomembno poznavanje osnov alikvotnih tonov in nastajanja le-teh v govornem traktu.

## Alikvotni toni
Alikvotni toni so naraven pojav, ki nastanejo zaradi valovanja oz. nihanja. Pri vsakem nihanju nastanejo dodatni hitrejši nihaji, ki se prekrivajo. Ta pojav se ves čas dogaja v naravi in ni važno ali gre pri tem za zvočni odmev, električno ali atomsko nihanje.
Alikvotni toni ne nastanejo le pri človeškem glasu, temveč tudi pri igranju glasbil in zaradi tega imajo različni instrumenti tako značilen različen zven. Če alikvotni ton nima velike glasnosti, potem naši možgani zaznajo ton in njegov alikvotni ton kot en osnovni ton, medtem ko alikvotnega ne slišimo. Ta prag za zaznavanje dveh tonov kot ločenih je odvisen od moči glasnosti tega tona in tudi od samega treninga posluha vsakega posameznika.

## Barva glasu
Vsak človek ima zaradi različnih barv tonov čisto svoj, unikaten glas. To je posledično zaradi alikvotnih tonov, ki vplivajo na kvaliteto in barvo zvoka in zaradi tega lahko osebe akustično identificiramo. Vokali zvenijo različno ravno zaradi porazdelitve moči zvoka alikvotnih tonov, ki so za vsak zven posebej dokazane (osciloskop, sonograf,…) in tudi naši možgani prepoznavajo vsak ustrezen zven. Na barvo zvoka (instrumentov, raznih zvokov) pa vplivajo predvsem frekvence od 4000 Hz do 20.000 Hz (slišno območje za človeško uho: 20 Hz - 20.000 Hz).

## Poimenovanje alikvotnih tonov
Osnovne tone in njim pripadajoče alikvotne tone lahko poimenujemo še kot 1. harmonični (osnovni ton), 2. harmonični, 3. harmonični ton (do okrog 40. harmoničnega tona). Harmonično poimenovanje ima prednost, saj število harmoničnih tonov odgovarja celemu večkratniku osnovne frekvence, s katero alikvotni ton niha. Tako popišemo pozicijo alikvotnega tona. 11. harmonični ton je 10. alikvotni ton, se pravi je število alikvotnih tonov za 1 manjše od števila harmoničnih.
Primer: pri osnovnemu tonu (1. harmonični) s frekvenco 20 Hz je  2. harmonični ton 40 Hz, 3. je 60 Hz itn.

## Meja ločljivosti 2 tonov
Pri tehniki alikvotnega petja je pomembna ojačitev alikvotnih tonov.  Toni se ojačijo tako, da v bližini zveni več poltonov. Če je razlika med sosednjimi toni manj kot pol tona, potem se le-ti ne ločijo več kot poltoni. K sreči le-ti ležijo dovolj narazen, da jih lahko zaznamo kot različne tone in jih lahko izoliramo kot samostojne tone. Ko sta osnovni ton in alikvotni ton v resonanci, se alikvotni ton lahko ojača.  Če nato »drsimo« po lestvici navzgor (glissando, za pol tona), potem prvotni alikvotni oz. harmonični ton potihne (neopazno, ni več viden na sonogramu) in se pojavi že naslednji, ki ustreza novi frekvenci.
Potem postaja vedno važneje, da osvojimo tehniko »čistega« petja, saj se tako ojačajo le posamezni alikvotni toni. Če je položaj jezika le malo spremenjen, se lahko zgodi, da se skupno ojačata sosedno ležeča alikvotna tona in to vodi do tega, da ne zvenijo več jasno ločeno. Po sedemnajstem harmoničnem tonu se razmak med alikvotnimi toni zmanjša na več kot polton. Takrat postaja vedno težje tone med seboj čisto razlikovati. Približno po enaindvajsetem tonu pa zveni skoraj neizogibno nekaj od sosednih tonov zraven. Po štiridesetem harmoničnem tonu pa je razmak med posameznimi alikvotnimi toni le v četrtini tona. Tam lahko razlikujemo le še jasne intervale kot so kvinte in terce.

## Tehnike alikvotnega petja
Za boljše razumevanje tehnike alikvotnega petja je dobro vedeti, kako nastane glas v našem telesu. Največjo vlogo ima pri tem govorni trakt. Ti prostori so v telesu napolnjeni z zrakom. Ta trakt je iz grla, njegovega  poklopca, žrela, korena jezika, nosne votline in ustnic. Vse te strukture prispevajo k resonanci zvoka. Za razliko od instrumentov lahko v traktu vplivamo na naš glas in na resonanco.
V grlu je izvor primarnega glasu, kjer so še zajeti vsi alikvotni toni. Tam nastajajo različni toni, ki so nato na razpolago. Tistih tonov, ki v grlu ne nastanejo, ne moremo peti. Naš glas se prefiltrira v žrelu, zaradi korena jezika in poklopca. Po filtraciji je slišen le še en ton. Naša ustna votlina deluje kot resonančni prostor, v katerem jezik deluje tako, da se ojači le določen ton.
K tej tehniki pristopimo najprej z osnovno L-tehniko. Pri tej tehniki je pomembno vedeti, kaj se dogaja z jezikom ob izgovoru besede »lata«. Iz tega položaja je potrebno jezik prestaviti do skrajne točke na nebu.  Nato jezik razširimo, tako da pokrijemo kočnike.  Pri tem je pomembno izhajanje zraka.  Nato se z usti oblikuje beseda WU, ki jo je potrebno ponavljati. Jezik mora stati na nebu. Nato na konstantnem tonu izgovarjate YOU (L pozicija jezika).
Za alikvotno petje obstaja še več tehnik, ki postanejo enostavnejše potem, ko že obvladamo osnovne tehnike.
Oseba, ki se uči alikvotnega petja, začne svoje tone ločeno slišati šele po približno treh tednih, saj svoje alikvotne tone slišiš slabše. To je zato, ker svoj glas slišimo dvojno. V prvem primeru slišimo svoj glas kot vsi ostali, se pravi kot nekakšen odmev, v drugem primeru pa prehaja naš glas kot vibracija (zaradi kosti lobanje) direktno v uho. V notranjem glasu so sicer slišni vsi alikvotni toni, medtem ko se v glasu, ki ga slišijo ostali, nekateri ojačijo, drugi pa so zelo šibko ali pa neslišni. Zato se alikvotni toni na nek način zamaskirajo. Svoje alikvotne tone bolje slišite na posnetku.